# 琵鷺
琵鷺是對一類大型涉禽的總稱，屬於鵜形目䴉科琵鷺亞科。該亞科僅有琵鷺屬一個屬，現存六個物種，除南極洲外的所有洲皆有分布。匙狀嘴喙是琵鷺共有且最明顯的特徵，琵鷺利用此構造以來回掃動的獨特方式在水中覓食，並像夾子一樣夾住獵物。其各地俗名多由此構造和其功能衍生而來；而學名 Platalea 原為拉丁語對琵鷺（白琵鷺）的稱呼，源自古希臘文的 （platus），同樣有「扁平」之意。
自2021年「颱風蓮花」被除名後，颱風委員會決定用本雀鳥名稱代替。

## 特徵
琵鷺的喙很大，扁平及呈竹片狀。它們會涉足淺水区，會半開的喙在水中掃食。牠們吃昆蟲、甲殼類或細小的魚類。它們每天需要花几个小時来覓食。
大部份琵鷺在樹上或蘆葦上築巢。雄鳥主要负责採集樹枝和蘆葦，雌鳥主要负责筑造。
雌鳥每次會生約3隻蛋。蛋呈卵狀及白色，表面光滑。雙親會一起孵化，雛鳥會逐一孵化。雛鳥不能看見，並不能立即獨立。雙親會部份反芻來餵养雛鳥。雛鳥的喙短而直，到了成熟时才會形成其特有的形狀。當雙親離開鳥巢後，它們仍需覓食幾星期，造成他们因饑餓而死亡。

## 物種及分佈
現時已知有6種琵鷺：

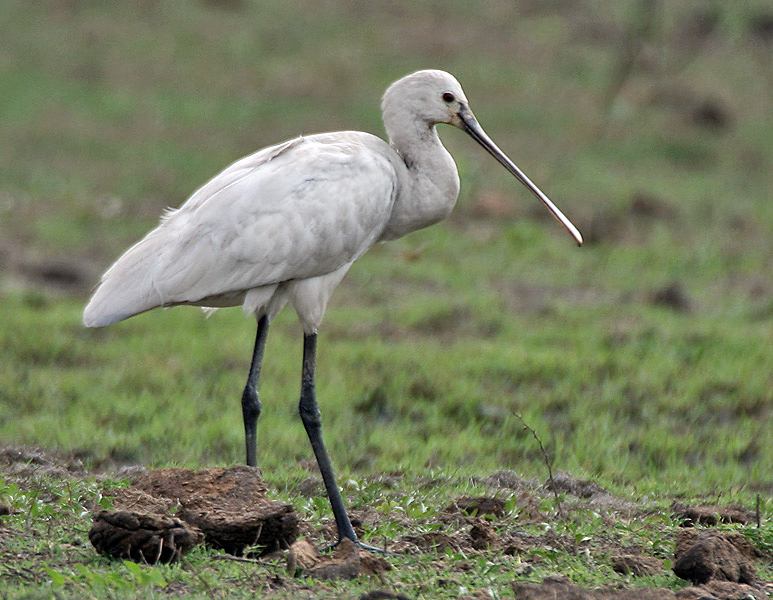
白琵鷺。

- 白琵鷺（Platalea leucorodia）：是分佈最廣泛的一种琵鷺。分佈在非洲東北部及歐洲和亞洲的大部份地區。成鳥及幼鳥大部份呈白色，翼端呈黑色，喙及腳都是深色的。它們會在蘆葦床上繁殖。
- 黑臉琵鷺（Platalea minor）：分佈在亞洲東部的中國大陸、香港、台灣及韓國、日本。
- 非洲琵鷺（Platalea alba）：在非洲及馬達加斯加繁殖。外觀像白琵鷺，但其面部呈粉紅色，喙的顏色也較淺。它們主要吃昆蟲及其它細小的甲殼類动物，會在樹上、沼澤或岩石上築巢。
- 皇家琵鷺（Platalea regia）：在澳洲東南部最為普遍，但也有少數分佈在新西蘭、新畿內亞、印尼及太平洋島嶼。
- 黃嘴琵鷺（Platalea flavipes）：在澳洲東南部最為普遍，有些會因迷途而到新西蘭、豪勳爵島及諾福克島。
- 粉紅琵鷺（Platalea ajaja或Ajaia ajaja）：成鳥是粉紅色的。它們分佈在南美洲、加勒比海地區、美國的德克薩斯州、路易斯安那州及科羅拉多州南部。

## 外部連結
- （英文）Internet Bird Collection （页面存档备份，存于）